# František Emmert
František Emmert (* 1974 Brno) je spisovatel a autor literatury faktu o moderních dějinách.

## Život
František Emmert se narodil v roce 1974 v Brně v rodině hudebního skladatele a profesora JAMU Františka Gregora Emmerta. Rodina otce pochází z města Weiden v Bavorsku, rodina matky z Teplic v Čechách. Předkové z otcovy strany pracovali po generace jako skláři na německé straně Šumavy. Matka pochází z rodiny živnostníků, kteří před rokem 1948 vlastnili v Teplicích rodinné cukrářství. 
Po absolvování gymnázia František Emmert studoval nejprve historii a religionistiku na Filozofické fakultě Masarykovy univerzity v Brně, později vystudoval práva. V roce 2011 získal titul JUDr. na Právnické fakultě Univerzity Karlovy v Praze a později také vědeckou hodnost Ph.D. (v oboru právní dějiny) na Právnické fakultě Masarykovy univerzity v Brně.
V letech 1992 až 2006 pracoval jako novinář, publicista a knižní redaktor. Prošel Českým rozhlasem, deníky Rovnost, Právo a ZN noviny/Slovo a Českou tiskovou kanceláří (ČTK). V letech 2009-2011 byl tiskovým mluvčím Nejvyššího správního soudu v Brně.
Od roku 2013 působí jako vědeckovýzkumný pracovník na Ústavu státu a práva Akademie věd ČR. V letech 2014 a 2015 vyučoval na Právnické fakultě Univerzity Palackého v Olomouci a v letech 2020 a 2021 na Právnické fakultě Masarykovy univerzity v Brně.

## Dílo
Psaní knih se věnuje od roku 2001. První dvě beletristická díla mu vyšla v letech 2003 a 2004. Prosadil se však až literaturou faktu o moderních českých dějinách. V roce 2005 mu nakladatelství Vyšehrad vydalo první knížku z řady literatury faktu Češi ve wehrmachtu, která se brzy dočkala několika dotisků a vzbudila ohlas u čtenářů i odborné veřejnosti.
Následovaly výpravné publikace – nazvané jako muzea v knize – přehledně mapující klíčové historické události 20. století, zejména českých dějin. Do roku 2020 Emmert napsal a vydal více než 30 knih. Některé z nich se dočkaly dotisků, prestižních ocenění či překladu do jiných jazyků (angličtina, nizozemština, slovenština) nebo vznikly v mediální spolupráci s Českou televizí (ČT). Publikace Osudové osmičky v našich dějinách získala v roce 2009 hlavní cenu E. E. Kische od Obce spisovatelů.
František Emmert je autorem také odborné právnické literatury, spoluautorem středoškolské učebnice společenských věd a autorem komentářů a publicistických příspěvků v denním tisku a rovněž odborných článků a studií z oborů historie, právo a mezinárodní politika v odborných časopisech a ve sbornících.
V pozici odborného poradce se spolupodílel na přípravě českého historického filmu Lidice.

### Knižní vydání (česky)
- 2023: České povstání v květnu 1945
- 2021: Havel
- 2020: US Army v Československu
- 2019: Moderní české dějiny
- 2019: Sametová revoluce: Cestě ke svobodě
- 2018: Československé legie v Rusku
- 2018: Zlomové osmičky 1918-1938-1948-1968
- 2018: Zrození republiky: Národní revoluce 1918
- 2017 - Wehrmacht: Služba německého vojáka
- 2017 - Tomáš Garrigue Masaryk: Myslitel a prezident
- 2016 - Zikmund a Hanzelka. S Tatrou kolem světa
- 2016 - Německá okupace českých zemí
- 2016 - Státní občanství na území České republiky v minulosti a současnosti (odborná monografie)
- 2015 - Československý odboj za druhé světové války
- 2015 - Mobilizace 1938: Chtěli jsme se bránit!
- 2014 - Českoslovenští legionáři za první světové války (2. vyd. 2024)
- 2014 - TGM (2. vyd. 2020)
- 2014 - Dvojí občanství v českém právu (odborná monografie, 2. vyd.)
- 2013 - Peklo na východní frontě (Muzeum v knize)
- 2012 - Průvodce českými dějinami 20. století (320 str.) (2. vydání 2019)
- 2012 - Václav Havel 1936-2011 (Muzeum v knize)
- 2012 - Československý zahraniční odboj za druhé světové války na Západě (Muzeum v knize)
- 2011 - Česká republika a dvojí občanství (odborná monografie, 2. vydání v roce 2014)
- 2009 - Sametová revoluce - Kronika pádu komunismu 1989 (Muzeum v knize)
- 2008 - 1918: Vznik ČSR (Muzeum v knize)
- 2008 - Osudové osmičky v našich dějinách (Muzeum v knize)
- 2008 - Češi u Tobruku : skutečné příběhy (Praha : Vyšehrad, 2008. 201 s. ISBN 978-80-7021-926-3. 2. vyd. Praha: Auditorium, 2013. 172 s. ISBN 978-80-87284-39-1.)
- 2008 - Atentát na Heydricha (Muzeum v knize) (2. vydání v roce 2016)
- 2007 - Rok 1968 v Československu (Muzeum v knize) (2. vydání 2017)
- 2007 - Druhá světová válka: Češi a Slováci (Muzeum v knize)
- 2006 - Holocaust (Muzeum v knize) (2. vydání 2018)
- 2005 - Češi ve wehrmachtu : zamlčované osudy (Praha: Vyšehrad, 2005. 197 s. ISBN 80-7021-805-3. 2. vyd.Praha: Auditorium, 2012. 205 s. ISBN 978-80-87284-31-5. 3. rozš. vyd. Praha: Mladá fronta, 2018. 222 s. ISBN 978-80-204-5044-9.)
- 2004 - Milénium falešných proroků (beletrie)
- 2003 - Odmaturuj! ze společenských věd (středoškolská učebnice)
- 2003 - Oheň zapomenutých bohů (beletrie, 2. vydání 2013)

### Cizojazyčná a zahraniční vydání
- 2021 - Tschechen in der deutschen Wehrmacht (Morstadt, němčina)
- 2020 - Het Oostfront (REBO, nizozemština)
- 2019 - De Wehrmacht (REBO, nizozemština)
- 2019 - De Holocaust (REBO, nizozemština)
- 2019 - Nežná revolúcia: Cesta k slobode (slovenština)
- 2018 - Zlomové osmičky 1918-1938-1948-1968 (slovenština)
- 2007 - The Holocaust (angličtina)
- 2007 - Druhá svetová vojna: Češi a Slováci (slovenština)
- 2006 - The Fire of Forgotten Gods (angličtina)
- 2003 - Zmaturuj! z náuky o spoločnosti (slovenština)

## Ocenění
- 2013 - mezinárodní cena E. E. Kische za Průvodce českými dějinami 20. století
- 2010 - čestné uznání E. E. Kische za Sametovou revoluci
- 2009 - Hlavní cena E. E. Kische (od Obce spisovatelů) za Osudové osmičky v našich dějinách
- 2008 - cena 18. podzimního veletrhu v Havlíčkově Brodě za Druhou světovou válku: Češi a Slováci
- 2007 - cena 17. podzimního veletrhu v Havlíčkově Brodě za Holocaust